# Aeroportul Marina di Campo
Aeroportul Marina di Campo (IATA: EBA, ICAO: LIRJ) este un aeroport din Campo nell'Elba, Provincia Livorno, Toscana, Italia ce deservește zona Campo nell'Elba. Aeroportul a fost tranzitat în 2017 de 9.227 de pasageri. A fost deschis în 1963 și numit după Marina di Campo⁠(d).
Situat la o altitudine de 9 m, aeroportul dispune de 1 pistă.

## Infrastructură

### Piste
Aeroportul dispune de o singură pistă. Pista 16/34 are suprafața de asfalt și dimensiunile 949 m × 23 m. 